# فولتا كاتالونيا 1997
فولتا كاتالونيا 1997 (بالإسبانية: Volta a Cataluña 1997)‏ هو سباق دراجات هوائية، وهو الموسم رقم 77 من السباق، وأقيم خلال الفترة 19 يونيو 1997، وحتى 26 يونيو 1997، وامتدّ لمسافة 1167.5 كيلومتر، وهو أحد سباقات Hors catégorie ‏.
فاز فيه بالمركز الأول  فرناندو إسكارتن، وبالمركز الثاني  أنخيل كاسيرو، وبالمركز الثالث  Mikel Zarrabeitia (cyclist) ‏.

## الفائزون
| الترتيب | الفائز             |
| ------- | ------------------ |
| الفائز  | فرناندو إسكارتن    |
| الثاني  | أنخيل كاسيرو       |
| الثالث  | Mikel Zarrabeitia ‏ |